# Sklípkánek hnědý
Sklípkánek hnědý (Atypus affinis) je nejmenší a zároveň nejsvětlejší ze tří druhů pavouků z rodu Atypus, kteří žijí ve Střední Evropě. Patří k vývojově nejstarším a nejprimitivnějším pavoukům sklípkanům, kteří prožijí celý svůj poměrně dlouhý život přisedlým způsobem v podzemí. V české přírodě byl poprvé nalezen roku 1941 a v současnosti je považován za téměř ohrožený druh.

## Výskyt
Tento pavouk, sklípkánek hnědý, žije především v jihozápadní Evropě na Pyrenejském poloostrově, odkud jeho areál zasahuje do Anglie a přes Střední Evropu až na východ do Běloruska, na Ukrajinu, do Malé Asie a až po Afghánistán. Vyskytuje se také v Dánsku a na jihu Švédska.
Obývá hlavně reliktní, dobře osvětlené, svažnaté borové a dubové lesy a lesostepi s nízkou trávou a vřesoviště. Vyhledává místa suchá a slunečná, obvykle ve svazích orientovaných k jihu nebo jihozápadu. Vyskytuje se též na skalnatých svazích v údolích řek i větších potoků. Na kamenitých lokalitách vyhledává místa s vrstvou půdy dostatečně hlubokou pro zhotovení nory. Na mikroklimaticky vhodných stanovištích je schopen přežívat i v chladnějších a vlhčích oblastech, horským místům se však vyhýbá.
Vyskytuje se pouze na stanovištích dlouhodobě nenarušovaných a se stabilním klimatem, příčinou je poměrně jeho dlouhý životní cyklus. Protože jeho migrační schopnost je velmi slabá, žijí sklípkánci hnědí obvykle v hustých koloniích na tradičních místech.

## Biologie
Po opuštění mateřské nory si pod vegetací, starým polehlým bylinným porostem, opadem z větví nebo kameny vybuduje své nové trvalé bydliště. Je to svislá, hustou pavučinou vystlaná nora, kterou si průběžně silnými chelicerami zvětšuje do hloubky 10 až 30 cm. Nora je spojená s vodorovnou pavučinovou lapací trubici zbudovanou na povrchu terénu, která je maskována lístky, jehličím či zeminou. Trubice bývá 10 až 20 cm dlouhá a její průměr odpovídá velikosti sklípkánka, který ji podle svého růstu rozšiřuje. Hluboká nora slouží nejen jako ochrana před nepříznivým klimatem, ale i jako útočiště před nepřátelí, např. před hrabalkami Aporus pollux a Aporus unicolor, které sklípkánky po ochromení používají jako potravu pro své larvy.
Pavouk průběžně pobývá v noře nebo číhá v trubici. Když zaregistruje v blízkosti vhodnou kořist, zasekne do ní přes pavučinovou stěnu drápky chelicer a vstříkne do ní jedovaté látky. Zemdlený úlovek si zatáhne do nory, počká až trávicí enzymy rozpustí jeho měkké části a ty vysaje. Loví mnohonožky, stínky, brouky, drobné plže, žížaly, cvrčky, škvory, šváby, včely, mravence a mouchy. Nerozpustitelné zbytky (kosti, krovky, křídla) vynáší ven, výkaly z nory vystřikuje.

## Popis
Sklípkánek hnědý je nejmenším druhem rodu, v dospělosti je dlouhý 8 až 12 mm a jeho válcovité tělo bez kresby je zbarveno světle hnědě. Dlouhé, dopředu směřující chelicery jsou tmavé a na koncích mají dlouhé špičky, které vbodává do kořisti. Hlavohruď má širokou, zadeček oválný a porostlý drobnými sametovými chloupky. Na vrcholu hlavohrudi má na očním hrbolku osm dopředu namířených očí, dvě střední jsou velké a po jejich stranách je po třech malých očkách uspořádaných do trojúhelníků. Na spodní straně zadečku má snovací bradavky složené ze třech článků a dva páry plícních vaků, od nichž je kyslík rozváděn hemolymfou. Osm krátkých robustních nohou je uzpůsobeno k pohybu v noře a lapací trubici, na pevné zemi se pavouk pohybuje pomalu a nemotorně. Vytváří pouze vlákno jednoho typu a nedokáže spřádat sítě.

## Rozmnožování
Pohlavní dospělosti dosahují po třech až čtyřech létech pobytu v noře a tehdy se potřetí, naposledy svléknou. Samcům se přitom prodlouží nohy, kdežto samicím zůstávají trvale krátké. Dospělí samci se v noci vydávají hledat nory samic. Námluvy začínají rytmickým ťukáním na trubici a po vpuštění dochází uvnitř nory k mnohahodinovému páření. Samci hynou krátce po spáření, samice se mohou dožít 8 až 10 let.
Na podzim se samci páří se samicemi čerstvě dospělými a na jaře se staršími, které minulý rok na podzim vychovávaly potomky z předešlého páření. Na jaře oplozené samice nakladou záhy po spáření 40 až 160 vajíček do kokonu, který střeží v noře. Samice oplozené na podzim nakladou vajíčka až další rok počátkem léta. Na podzim vylíhnutá mláďata přečkají se samicí zimu v noře a po druhém svlečení opustí v teplých jarních dnech hnízdo, jsou tehdy 2 až 3 mm velcí a velmi lehcí.
Mají krátké nohy neuzpůsobené k chůzi po terénu a rozlézají se nejdál do vzdálenosti několika metrů. Někteří jedinci vylezou na vrcholky okolní vegetace, tam si utkají plachetkovitou pavučinku a nechají větrem odnést. Na novém místě si vyhloubí trubici ve které stráví zbytek života. Kolonizovat takto nové území není snadné, neboť do něj musí vítr blízko sebe zanést samce i samici, ti musí najít vhodná místa pro nory, v nich se za tří až čtyři roky dožít dospělosti, pak se navzájem nalézt, spářit a úspěšně vyvést potomstvo.